# Уэймут (футбольный клуб)
«Уэймут» (англ. Weymouth Football Club) — английский футбольный клуб из одноимённого города в графстве Дорсет. Клуб был основан в 1890 году, домашние матчи проводит на стадионе «Боб Лукас», вмещающем 6600 зрителей.
Прозвище «Уэймута» — «Террас» — произошло от сокращения слова «терракотовые», так как терракотовый — основной цвет клуба. Клуб многие годы выступал в лигах следующих по своей силе за «Футбольной лигой Англии», но в саму Футбольную лигу никогда не входил.
В Кубке Англии в истории клуба есть два значимых успеха: в сезоне 1949/50 он дошёл до третьего круга, где уступил «Манчестер Юнайтед» на «Олд Траффорд» со счётом 4:0, а в сезоне 1961/62 «Уэймут» дошёл до четвёртого раунда, где уступил «Престону» со счётом 2:0.

## Достижения
- Южная конференция
  - Победитель: 2005/06
- Кубок лиги Конференции
  - Обладатель: 1981/82